# Meade-Inseln
Die Meade-Inseln sind eine Gruppe aus zwei Inseln und einigen Klippen im Archipel der Südlichen Shetlandinseln. Sie liegen in der nördlichen Einfahrt zur McFarlane Strait zwischen der Livingston-Insel und Greenwich Island. Die größere der beiden Inseln ist Zverino Island, die kleinere Cave Island.
Kartiert und benannt wurden sie 1935 von Teilnehmern der britischen Discovery Investigations. Namensgeber ist C. M. Meade, Vermessungsingenieur der hydrographischen Abteilung der britischen Admiralität.